# Kevin Moore
Kevin Moore (Long Island, New York, 26. svibnja 1967.) klavijaturist je, skladatelj i osnivač glazbenog sastava Chroma Key. Moore je također bivši klavijaturist američkog progresivnog metal sastava Dream Theater.
Moore je rođen i odrastao u četvrti King's Park u New Yorku. Svoju glazbenu naobrazbu započinje sa šest godina, kada počinje svirati klavir, a već je s 12 godina napisao svoju prvu skladbu. Nakon što je maturirao 1985. godine, Moore se upisuje na sveučilište SUNY Fredonia, gdje je studirao klasičnu glazbu. Studij je napustio već u prvoj godini kako bi se pridružio sastavu Majesty (kasnije Dream Theater), kojeg je osnovao njegov prijatelj iz djetinjstva, John Petrucci.
Kevin Moore je s Dream Theaterom snimio tri studijska albuma i jedan EP prije nego što je napustio sastav 1994. godine. Osim s Dream Theaterom, snimao je albume i sa sastavima OSI i Fates Warning.

## Vanjske poveznice
- Službena stranica sastava Chroma Key  Arhivirana inačica izvorne stranice od 1. srpnja 2008. (Wayback Machine) (engl.)
- Službena stranica sastava Dream Theater (engl.)
- Službena stranica sastava Fates Warning (engl.)